# Is This the End
"Is This the End" é uma canção da banda New Edition, escrito e produzido por Maurice Starr, e é o segundo single de seu álbum de estreia, Candy Girl.
A música também fez parte da trilha sonora da novela "Champagne", exibida na Rede Globo em 1983/1984.

## Desempenho nas paradas musicais
| Parada musical (1983)                | Posições |
| ------------------------------------ | -------- |
| U.S. Billboard Pop 100               | 86       |
| U.S. Billboard Hot R&B/Hip-Hop Songs | 8        |